# Wesley Blake
Wesley Blake (* 4. September 1987 in San Marcos, Texas) ist ein amerikanischer Wrestler. Er stand zuletzt bei der WWE unter Vertrag. Sein bislang größter Erfolg war der Erhalt der NXT Tag Team Championship.

## Wrestling-Karriere

### Funking Conservatory (2011–2013)
Weston war Schüler in der Wrestling-Schule von Dory Funk Jr., dem Funking Conservatory. Unmittelbar nach seinem Universitätsabschluss zog Weston 2011 nach Ocala, Florida, wo sich das Funking Conservatory befand. Es wurde dokumentiert, dass Weston dort ab Mai 2011 gerungen hat. Weston wurde Funking Conservatory World Champion sowie Europameister und Florida Heavyweight Champion.

### World Wrestling Entertainment (seit 2013)
Weston unterschrieb im Juni 2013 bei der WWE und begann sein Training im WWE Performance Center, wie auch sein Tag-Team-Partner Buddy Murphy. Weston gab sein Fernsehdebüt unter dem Pseudonym Wesley Blake in der Folge von NXT vom 22. Januar 2014.
Im August 2014 gab Blake den Cowboy-Charakter auf und bildete mit Buddy Murphy ein Tag-Team. Für den Rest des Jahres 2014 verloren Blake und Murphy mehrere Matches gegen Teams wie The Lucha Dragons und The Vaudevillains. Am 15. Januar 2015 gewannen sie die NXT Tag Team Championship von The Lucha Dragons Kalisto und Sin Cara. Die Regentschaft hielt, bis sie den Titel am 22. August 2015 an The Vaudevillains verloren. Am 18. Mai 2016 trennte sich das Tag-Team.
Nach einer langen Abwesenheit vom Fernsehen kehrte Blake in der NXT-Folge vom 10. Mai 2017 zurück und konfrontierte Drew McIntyre in einem Backstage-Segment. In der Folge vom 24. Mai 2017, in der er zu seinem vorherigen Cowboy-Gimmick zurückgriff, verlor Blake das Match gegen McIntyre. Er war dann für den Rest des Jahres 2017 nicht im Fernsehen zu sehen und bildete mit Steve Cutler das Tag-Team The Forgotten Sons.
Das Team debütierte am 29. August 2018 in einer Folge von NXT in einem Segment mit General Manager William Regal. Ihre In-Ring-Debüts fanden in der folgenden Woche statt, als Blake und Cutler The Street Profits nach einer Ablenkung von Shane Thorne besiegten.
Blake und Cutler vertraten die Gruppe im Dusty Rhodes Tag Team Classic 2019. Sie kamen bis ins Finale, wo sie gegen Aleister Black und Ricochet verloren.
In der SmackDown-Folge vom 10. April 2020 gab Cutler zusammen mit den Forgotten Sons sein Debüt im Main Roster und besiegte zusammen mit Steve Cutler die Lucha House Party Gran Metalik und Lince Dorado. Nach einem Sieg über die damaligen SmackDown Tag-Team-Champions Kofi Kingston und Big E sicherten sie sich ein Titelmatch. Das Match um die Titel gewannen sie jedoch nicht.
Nach einem negativen Twitterpost ihres Stable-Kollegen Ryker wurden sie aus den Shows verbannt. Am 4. Dezember kehrte Weston zusammen mit Cutler in die Shows zurück, sie begleiteten King Corbin zum Ring. Am 15. April 2021 wurde Weston von der WWE entlassen.

## Privatleben
Weston war mit der WWE-Tough-Enough-Siegerin Sara Lee verheiratet, die am 6. Oktober 2022 im Alter von 30 Jahren überraschend starb. Aus der Ehe gingen drei Kinder hervor.

## Titel und Auszeichnungen
- World Wrestling Entertainment
  - NXT Tag Team Championship (1×) mit Murphy

- Funking Conservatory
  - FC European Championship (1×)
  - FC European Championship (1×)
  - FC Heavyweight Championship (1×)

- Pro Wrestling Illustrated
  - Nummer 121 der Top 500 Wrestler in der PWI 500 in 2015